# Mozabita

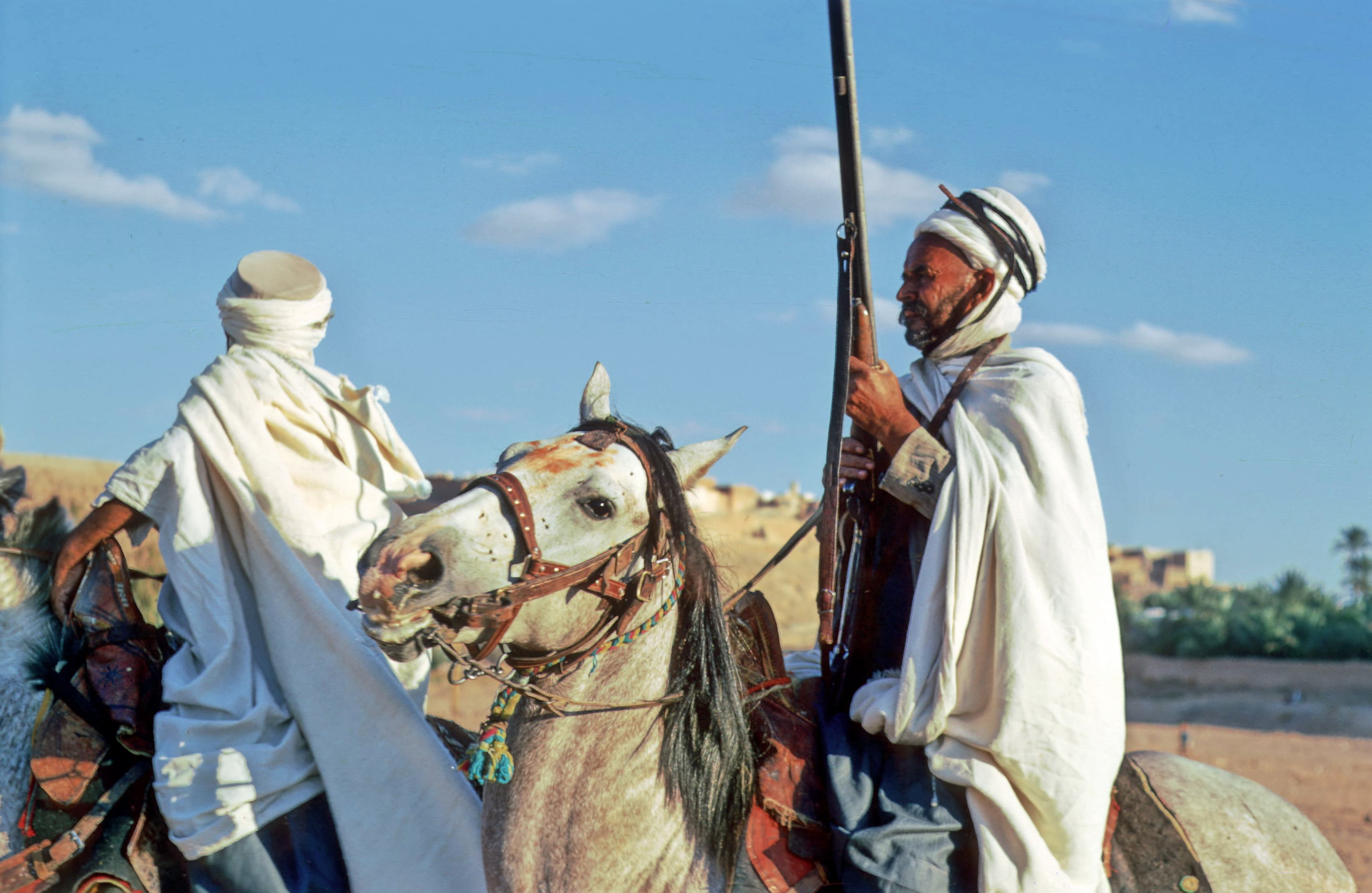
Jinete bereber en Gardaya.

Los pueblos mozabitas son un grupo étnico bereber que vive en el valle de M'Zab, en el norte del Sáhara, en Argelia. Su lengua se llama mozabita (tumzabt), y es una variante de las lenguas zenati y de las lenguas bereberes septentrionales. La mayoría habla árabe argelino. Los mozabitas son musulmanes ibadíes. Los mozabitas viven en cinco oasis: Gardaya, Béni-Isguen, El Atteuf, Melika y Bounoura y otros dos oasis aislados más al norte: Berriane y El Guerrara. Los mozabitas son principalmente musulmanes ibadíes, pero también había una pequeña población de judíos.